# Downtown Long Beach (Metro de Los Ángeles)
Downtown Long Beach es una estación en la línea A del Metro de Los Ángeles y es administrada por la Autoridad de Transporte Metropolitano del Condado de Los Ángeles. Se encuentra localizada en Long Beach (California), en 1st Street.

## Conexiones de autobuses
- Metro Local: 60, 232
- Metro Express: 577X
- Long Beach Transit: 1, 7, 21, 22, 23, 46, 51, 52, 61, 62, 63, 66, 81, 91, 92, 93, 94, 96, 111, 112, 172, 173, 174, 181, 182, 191, 192, 193
- Long Beach Transit Passport: A, B, C, D
- LADOT Commuter Express: 142
- Torrance Transit: 3